# Vito Pandolfi
Vito Pandolfi (Forte dei Marmi, 24 de desembre de 1917 – Roma, 19 de març de 1974) va ser un crític i director de cinema i teatre italià.

## Biografia
Inscrit a l'oficina de registre amb el nom de Ribelle Libero Bruno, al llarg de la seva vida es va fer nomenar pel nom del seu pare, Vito. El seu pare treballava a SIPE, una empresa que produïa pólvora i bales, situada a Vittoria Apuana; la seva mare, Ada Provera, va ser l'escriptora i autora de Il templo misterioso, publicat el 1934.
Es va diplomar en direcció a l'Accademia nazionale d'arte drammatica que porta el nom de Silvio D'Amico el 1943. Va participar activament a la Resistència. El 1962 va ser professor d'Història del Teatre i de les Arts Escèniques. El 1964 va fundar el Teatro Stabile di Roma, del qual va ser director fins al 1969. Va ensenyar Història del Teatre a la Universitat de Gènova des del 1964 fins a l'any de la seva mort. Va ser crític de teatre per a diaris i revistes especialitzades, com ara l'Unità, Il Politecnico, Il dramma, Teatro Oggi i va dirigir Annali di Storia del Teatro e dello Spettacolo. El 1985 se li va dedicar un carrer de la ciutat de Roma.

## Obres
Pandolfi ha dedicat estudis al teatre com La commedia dell'arte (1956), Il teatro drammatico dalle origini ai nostri giorni (1959), en què va relaciona l'evolució del teatre amb la de la societat, Teatro tedesco espressionista (1956), Teatro del dopo-guerra italiano (1956), Teatro contemporaneo italiano (1959), Teatro siciliano: introduzione critica (1961), Storia universale del teatro drammatico (1964), Teatro borghese dell'Ottocento (1967), Regia e registi nel teatro moderno (1973); al cinema: Il film nella storia (1956); a les tradicions populars: Copioni da quattro soldi (1960).

## Direcció de teatre
Va debutar el 1944 amb una actuació de Gorki: Egor Bulyciov e gli altri. El 1945 dirigeix Il corsiero bianco de Paul Vincent Carroll, el 1946 La luna è tramontata de Steinbeck i el 1947 La casa de Bernarda Alba de García Lorca. Va treballar amb Squarzina i Salce per La fiera delle maschere, representada a Praga i a Venècia. Del 1951 al 1956 va treballar amb Pratolini i Bernari per la posada en escena de novel·les de Boccaccio i de Bandello, per a la qual també va fer ús de la col·laboració de Gadda. El 1954 Aminta de  Tasso, l'any següent Torquato Tasso de Goethe i Anfitrione de Plaute. Beatrice Cenci de Moravia el 1957. El 1958 va dirigir Nembo de Massimo Bontempelli amb Valeria Moriconi com a intèrpret, Pandolfi també va prestar la seva assessoria com a estudiós de la commedia dell'arte per al cinema per Le Carrosse d'or de Renoir (1952) i el 1965 va dirigir un documental, Provincia di Latina.

## El cinema
El 1962 Pandolfi va dirigir un llargmetratge Gli ultimi, basat en la història autobiogràfica del pare David Maria Turoldo, "Io non ero un fanciullo", i rodat íntegrament a Coderno (Udine) amb els habitants com a actors, la pel·lícula narra la vida d'una família pobra a principis dels anys 1930. El protagonista és el petit Checo amb la seva infelicitat de petit, que com a diferent dels altres en intel·ligència, sensibilitat i imaginació, és burlat pels seus companys, que l'anomenen "l'espantaocells", i mal entès pels adults. Al centre hi ha el retrat del món camperol que la naixent civilització industrial posa en segon pla. i transforma, la projecció d'una solitud individual sobre el rerefons d'una solitud col·lectiva. L'associació de Turoldo, un frare incòmode, amb Pandolfi, intel·lectual laic i marxista, no va ser vista favorablement per les autoritats eclesiàstiques, que van excloure la pel·lícula del circuit dels cinemes controlats per ells. El film, al qual contribueix l'evocador blanc i negre d'Armando Nannuzzi, n'hi ha exemplars amb dos finals diferents.

## Fons Pandolfi
Després de l'exposició titulada Teatro da quattro soldi. Vito Pandolfi regista/Toti Scialoja scenografo, promoguda per l'Ajuntament de Certaldo el 1990, va ser donat per la família gran part de l'arxiu personal de Vito Pandolfi, format per 9.057 cartes manuscrits i mecanografiats d'obres publicades i inèdites. I també 1.385 retalls de diaris, 10 dibuixos, 3 cartells i 32 números de revistes, instruments preciosos per interpretar la seva obra, tant com a historiador i crític del teatre com a director. Actualment són a la biblioteca municipal i Arxiu Històric "Bruno Ciari" de Certaldo.
Tot el material sobre la vida i les obres de Vito Pandolfi es pot consultar al Museo Civico Biblioteca dell'Attore di Genova

## Altres obres
- Il romanticismo di Vachtangov, 1947
- Teatro, 1950
- Spettacolo del secolo: il teatro drammatico, 1953
- Il cinema nella storia, 1957
- Il teatro di Raffaele Viviani, 1957
- Isabella comica gelosa: avventure di maschere, 1960
- L'Adelchi, una tragedia inibita, 1960
- Quel che significa Alberto Sordi, 1961
- Eduardo De Filippo, 1969
- Raffaele Viviani, 1969
- Antologia del grande attore, amb Goffredo Fofi, Bologna, Cue Press, 2020. ISBN 9788855100755.